# Ictalurus lupus
 Ictalurus lupus és una espècie de peix de la família dels ictalúrids i de l'ordre dels siluriformes.

## Morfologia
Els mascles poden assolir els 48 cm de llargària total.

## Distribució geogràfica
Es troba als Estats Units (Nou Mèxic i Texas) i nord-est de Mèxic.